# Klaudia Medlová
Klaudia Medlová (ur. 26 października 1993 w Bratysławie) – słowacka snowboardzistka specjalizująca się w slopestyle’u i big air, brązowa medalistka mistrzostw świata.

## Kariera
Po raz pierwszy na arenie międzynarodowej pojawiła się w 2010 roku, startując na mistrzostwach świata juniorów w Cardronie. Zajęła tam dziewiąte miejsce w slopestyle’u, a w big air wywalczyła brązowy medal. Jeszcze trzykrotnie startowała na imprezach tego cyklu, najlepszy wynik osiągając podczas mistrzostw świata juniorów w Erzurum w 2013 roku, gdzie była ósma w slopestyle’u.
W zawodach Pucharu Świata zadebiutowała 16 marca 2013 roku w Szpindlerowym Młynie, zajmując 46. miejsce w slopestyle’u. Pierwszy raz na podium zawodów tego cyklu stanęła 6 marca 2014 roku w Kreischbergu, kończąc rywalizację w slopestyle’u na trzeciej pozycji. W zawodach tych wyprzedziły ją jedynie Czeszka Šárka Pančochová i Henna Ikola z Finlandii. Najlepsze wyniki w osiągnęła w sezonie 2014/2015, kiedy to zajęła drugie miejsce w klasyfikacji generalnej AFU, a w klasyfikacji slopestyle'a była również druga.
Największy sukces w karierze osiągnęła w 2015 roku, kiedy podczas mistrzostw świata w Kreischbergu zdobyła brązowy medal w slopestyle’u. Tym razem lepsze okazały się tylko Miyabi Onitsuka z Japonii i Austriaczka Anna Gasser. Na tej samej imprezie była też czwarta w big air, przegrywając walkę o podium z Siną Candrian ze Szwajcarii. Była też między innymi ósma w slopestyle’u na mistrzostwach świata w La Molina w 2011 roku. W 2018 roku wystartowała na igrzyskach olimpijskich w Pjongczangu, gdzie zajęła 23. pozycję w big air oraz 24. w slopestyle’u.

## Osiągnięcia

### Igrzyska olimpijskie
| Miejsce | Dzień     | Rok  | Miejscowość | Konkurencja | Zwyciężczyni   |
| ------- | --------- | ---- | ----------- | ----------- | -------------- |
| 24.     | 12 lutego | 2018 | Pjongczang  | Slopestyle  | Jamie Anderson |
| 23.     | 22 lutego | 2018 | Pjongczang  | Big air     | Anna Gasser    |

### Mistrzostwa świata
| Miejsce | Dzień       | Rok  | Miejscowość   | Konkurencja | Zwyciężczyni         |
| ------- | ----------- | ---- | ------------- | ----------- | -------------------- |
| 8.      | 22 stycznia | 2011 | La Molina     | Slopestyle  | Enni Rukajärvi       |
| 3.      | 21 stycznia | 2015 | Kreischberg   | Slopestyle  | Miyabi Onitsuka      |
| 4.      | 24 stycznia | 2015 | Kreischberg   | Big air     | Elena Könz           |
| 24.     | 17 marca    | 2017 | Sierra Nevada | Big air     | Anna Gasser          |
| 7.      | 9 lutego    | 2019 | Park City     | Slopestyle  | Zoi Sadowski-Synnott |
| 19.     | 12 marca    | 2021 | Aspen         | Slopestyle  | Zoi Sadowski-Synnott |
| 10.     | 16 marca    | 2021 | Aspen         | Big air     | Laurie Blouin        |

### Puchar Świata

#### Miejsca w klasyfikacji generalnej
- - AFU[2]
- sezon 2013/2014: 22.
- sezon 2014/2015: 2.
- sezon 2016/2017: 13.
- sezon 2017/2018: 22.
- sezon 2018/2019: 11.
- sezon 2019/2020: 40.
- sezon 2020/2021: 17.

#### Miejsca na podium w zawodach
1. Kreischberg – 6 marca 2014 (slopestyle) – 3. miejsce
2. Stoneham – 20 lutego 2015 (Big air) – 3. miejsce
3. Stoneham – 21 lutego 2015 (slopestyle) – 3. miejsce
4. Szpindlerowy Młyn – 14 marca 2015 (slopestyle) – 2. miejsce
5. Copper Mountain – 17 grudnia 2016 (Big air) – 3. miejsce
6. Moskwa – 7 stycznia 2017 (Big air) – 3. miejsce
7. Cardrona – 8 września 2018 (Big air) – 3. miejsce
8. Québec – 16 marca 2019 (Big air) – 3. miejsce